# Cortemaggiore
Cortemaggiore är en ort och kommun i provinsen Piacenza i regionen Emilia-Romagna i Italien. Kommunen hade 4 683 invånare (2018).